# Canavieiras
Canavieiras este un oraș în unitatea federativă Bahia (BA) din Brazilia.